# Mara Nascimento

## Biografia
Mara Nascimento, cantora e compositora, nasceu em uma família religiosa diretamente ligada à música. Sua mãe, Léa Gomes, é pianista e maestrina, dona do Conservatório Musical Franz Liszt em São Paulo, seu pai, Pedro do Nascimento, tocava cavaquinho e violão, ligado ao samba de raiz. Mara tem dois irmãos, Robson Nascimento, pastor e um dos mais renomados cantores gospel e soul do Brasil, e Rodney Nascimento, baterista em bandas de soul e mpb.
Já como menina mostrando um extraordinário dom, Mara aprendeu a tocar bateria, violão, violino, violoncelo, saxofone e piano, o último como predileto para compor em vários estilos de mpb, soul, jazz, blues, r&b e funk.
Desde o ano de 2002 apresenta-se com a banda Soul'Pa, e também é convidada com frequência para cantar em diversos palcos do Brasil afora.
Ela cursou música na UniFMU/SP e, no final de 2003, formou-se em jornalismo pela Universidade Anhembi Morumbi.
Ao longo da carreira, Mara Nascimento estudou na Alemanha, onde também apresentou-se, assim como em seguida na Argentina, Espanha e França.
Além da sua carreira como musicista, ela fundou uma própria escola, o Espaço Musical Mara Nascimento. Em 2006 recebeu o prêmio "Mulher do ano" como a melhor preparadora vocal. Entre outros, trabalhou com o elenco de novelas como Amigas & Rivais, Amor e Revolução, Corações Feridos e Carrossel.

## Discografia
Embora que o CD "Amigo", dedicado "in memoriam" ao seu pai Pedro do Nascimento não foi lançado por falta de gravadora, já tem vários registros em coletâneas e participações especiais de vários intérpretes onde ela mostra seu talento como cantora em estilos bem diferentes, desde soul e capoeira até hip-hop e reggaeton:
- DJ Hum Apresenta: Humbatuque Club - 2004 (Humbatuque) - participação na faixa Baila e cantora de Ser Sua
- Nucleo: Fatos e Notas - 2005 (Tratore) - participação nas faixas Discutindo a Relação e Momentos Bons
- Motirô: Um Passo à Frente: Episódio 1 - 2005 (EMI) - participação nas faixas Vamos Nessa (Mira) e Música no Ar
- Camara: Capoeira Brasil - França 2006 (Atoll Music) - cantora do projeto "Camara"
- Caldeirão do Huck: Hip Hop Nacional - 2006 (Som Livre) - participação na faixa Baila
- Tony Bizarro: Estou Livre - 2008 (APN Records) - participação na faixa Uma Vez e Outra Vez
- Brown Sugar - 2008 (Humbatuque) - participação na faixa Baila (Remix) e cantora de Deixe o Ritmo Levar
- Mara Nascimento Interpreta Bossa Venezolano de Carlos E. Rodriguez Sánchez - Demo Venezuela 2010